# Missionários franciscanos em Laguna e Assunção no século XVI
Entre 1538 e 1548, os franciscanos espanhóis Bernardo de Armenta e Alonso Lebrón fizeram esforços de evangelização de povos nativos da América Latina na cidade Laguna, no litoral do Estado Brasileiro de Santa Catarina e em Assunção.

## História
- 1537: saiu da Espanha com o intuito de chegar ao Paraguai uma frota, comandada por Alonso Cabrera, na qual estavam embarcados cinco franciscanos, liderados por Bernardo de Armenta, natural de Córdoba (Espanha). Dentre os outros franciscanos do grupos pode-se citar nominalmente apenas Alonso Lebrón, natural das Ilhas Canárias. Entretanto, a expedição não conseguiu chegar ao Rio da Prata e os franciscanos desembarcaram em Laguna, no litoral de Santa Catarina, localidade que, na época, era chamada de Mbiaçá. Esses franciscanos fizeram esforços de evangelização de nativos da etnia carijó.
- 1538: em julho, três dos cinco franciscanos que estavam em Laguna, partiram para Buenos Aires, ficando apenas Bernardo e Alonso na região;
- 1541: em março, uma expedição comandada por Alvar Nuñes Cabeza de Vaca chegou na região. Cabeza de Vaca exigiu que Bernardo e Alonso o acompanhassem na expedição por terra que fariam até o Paraguai. Os religiosos conseguiram fazer com que cerca de uma centena de nativos se juntassem à expedição de Cabeza de Vaca. Durante a expedição, ocorreram diversas desavenças entre Cabeça de Vaca e os franciscanos, que tinham como objeto o tratamento concedido pelos espanhóis aos nativos. Frades e nativos tentaram se desligar da expedição, mas foram forçados a continuar. Após chegarem à Assunção, Bernardo e Alonso iniciaram um trabalho de evangelização dos nativos daquela região, contra a vontade de Cabeza de Vaca.
- 1543: em fevereiro os dois frades tentam fugir de Assunção, mas foram presos, juntamente com Alonso Cabrera;
- 1544: por causa dos contínuos desmandos, Cabeza de Vaca foi preso e destituído de suas funções e os frades puderam retornar à Laguna, onde chegaram em 1545, juntamente com muitos dos nativos que tinham partido com eles na expedição;
- 1546-1547: Frei Bernardo faleceu;
- 1548: Frei Alonso, que havia continuado até então em Laguna, é aprisionado por salteadores portugueses, que invadiram o local sob a liderança de Pascoal Fernandes, oriundo de São Vicente, e Martin Vaz, oriundo de Ilhéus. O objetivo era prender e escravizar os nativos, e levar prisioneiros espanhóis.

Posteriormente, devido a protestos de Alonso, que alegava que os nativos não poderiam ser escravizados pois teriam teriam aderido ao cristianismo e não teriam sido capturados em "guerra justa", pois não teriam atacado os portugueses, que foram reforçados por apelos do jesuíta Manuel da Nóbrega. Depois de muito insistir junto ao governador, Nóbrega conseguiu que alguns índios fossem libertados e para que fossem levados de volta à sua aldeia em Laguna, assistidos pelo jesuíta Leonardo Nunes.
Esse retorno foi dificultado por protestos dos colonos que tinham comprado os nativos e por uma doença que matou quase todos.
Frei Alonso viajou para a Espanha, para apresentar suas queixas à Coroa, mas não chegou ao seu destino pois foi feito prisioneiro de piratas franceses.
Os carijós catequizados que permaneceram em Laguna continuaram sofrendo os ataques dos caçadores de escravos, e, aos poucos, foram sendo assimilados pela cultura portuguesa, que avançava rumo à costa sul do Brasil.